# Tordylium intermedium
Tordylium intermedium är en flockblommig växtart som beskrevs av Giovanni Passerini. Tordylium intermedium ingår i släktet Tordylium och familjen flockblommiga växter. Inga underarter finns listade i Catalogue of Life.